# سنددار کردن زمین
سنددار کردن زمین (به انگلیسی: Land registration) هر یک از سیستم‌های مختلف است که به وسیله آن موضوعات مربوط به مالکیت، تملک یا دیگر حقوق در زمین به‌طور رسمی ثبت می‌شود (معمولاً با یک سازمان یا اداره دولتی) برای ارائه شواهدی از مالکیت، تسهیل معاملات و جلوگیری از دفع غیرقانونی. اطلاعات ثبت‌شده و حفاظت ارائه شده توسط ثبت زمین بر اساس حوزه قضایی بسیار متفاوت است.
در کشورهای کامن لا، به ویژه در حوزه های قضایی در کشورهای مشترک المنافع، هنگام جایگزینی سیستم ثبت اسناد، ثبت های مالکیت به طور کلی به دو نوع اصلی طبقه بندی می شوند: سیستم عنوان تورنس و سیستم انگلیسی به عنوان نسخه اصلاح شده سیستم تورنس.
سیستم‌های کاداستری و ثبت اراضی هر دو نوع ثبت اراضی هستند و مکمل یکدیگر هستند.